# جولیو فاواله
جولیو فاواله (انگلیسی: Giulio Favale؛ زادهٔ ۲۵ ژانویهٔ ۱۹۹۸) بازیکن فوتبال است.
از باشگاه‌هایی که در آن بازی کرده‌است می‌توان به باشگاه فوتبال پیزا اشاره کرد.